# 사브 9-3

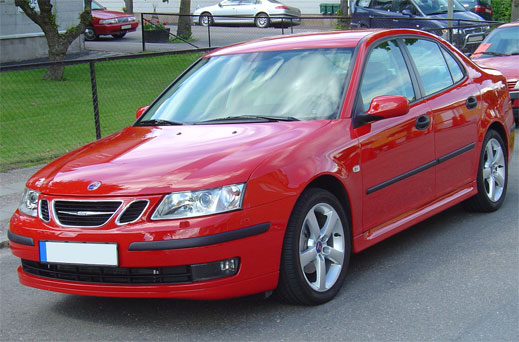
2005년식 사브 9-3 스포츠 세단

사브 9-3(Saab 9-3)은 1998년부터 2014년까지 생산되었던 사브의 승용차이다.
GM이 사브를 인수한 후 'GM 엡실론 플랫폼'(GM Epsilon platform)에서 제조하여 1998년에 출시한 모델로, 오펠 벡트라(Opel Vectra)와 캐딜락 BLS(Cadillac BLS)과 같은 플랫폼을 사용한다. 사브 900 2세대를 페이스리프트한 후속 모델이며, 사브 900과 동일하게 3/5-도어 해치백과 컨버터블 모델을 출시했다. 2세대로 풀체인지 되면서 3/5도어 해치백은 단종되고 세단으로 바뀌었으며 2004년에 신형 컨버터블, 2006년에 스포트콤비 왜건이 추가되었으나 2011년에는 세단을 제외한 파생모델 전부가 단종되었다.
국내에서는 GM Korea에서 2007년 사브 9-3 벡터(Vector)와 에어로(Aero) 모델이 출시되었다. 벡터 모델은 2.0L l4 터보 엔진이 탑재되어 최고 210마력, 30.5 kg•m 토크를 냈으며, 에어로 모델은 2.8L V6 터보 엔진이 탑재되어 최고 255마력, 35.7 kg•m 토크를 냈다.